# 供奉官
供奉官指唐朝中书省與门下省官員，御史臺官有時亦稱供奉官。

## 簡介
供奉官之名始於唐朝，《旧唐书》卷四三《职官二》載：“两省自侍中、中书令已下，尽名供奉官。”供奉官又有東西頭供奉官之別，官員朝覲時，成東西向排列對立，有如人的眉毛左右對稱，谓之“蛾眉班”，《梦溪笔谈·故事一》：「东西头供奉官本唐从官之名，自永徽以后，人主多居大明宫，别置从官，谓之东头供奉官；西内具员不废，则谓之西头供奉官。」玄宗时又有翰林供奉。宋朝的供奉官只用來表示品秩，無實際職掌，宋朝宦官有時亦以供奉分職等，童貫即供奉官，洪邁稱：“在法，內侍轉至東頭供奉官則止。若干辦御藥院，不許寄資，當遷官則歸吏部。”司馬光稱：“此乃祖宗深思遠慮，防微杜漸，高出前古，詒謀萬世。”清朝時称南书房行走为内廷供奉。